# Passau (stad)
Passau is een stad en kreisfreie Stadt in het zuidoosten van de Duitse deelstaat Beieren. De stad telt 52.415 inwoners (31 december 2020) op een oppervlakte van 69,58 km².
Passau ligt langs de Duitse Bundesautobahn 3, nabij de Oostenrijkse grens.
In de oude binnenstad komen drie rivieren bijeen: de Donau, de Inn en de Ilz, waardoor de stad ook wel Dreiflüssestadt wordt genoemd. Hoewel de Inn de breedste van de drie rivieren is, wordt het vervolg van deze drie stromen toch Donau genoemd, omdat de Donau de langste van de drie is.
De stad heeft het Keltische oppidum Boiodurum en de Romeinse castra Boiotro als oorsprong. De Bataafse huursoldaten die in het Romeinse kamp gelegerd waren gaven de stad haar naam (uit Batavis werd Passau).
In de oude binnenstad bevinden zich nog:
- Kathedraal Dom St. Stephan deels in barokstijl; de bouwperiode is de 15e eeuw tot en met de 17e eeuw. In de kerk staat een orgel, dat bekendstaat als een van de grootste kerkorgels ter wereld. Het heeft 17.794 pijpen.
- Twee voormalige paleizen: het oude paleis (1680) en het nieuwe paleis uit de jaren 1712-1730.
- Raadhuis uit de 14e eeuw
- Twee burchten, namelijk Oberhaus (13e eeuw) en Niederhaus uit de 14e eeuw.
- Observatorium uit de 17e eeuw.
- Speelgoedmuseum
- Donaupromenade
- Klooster Niedernburg

## Stadsindeling
De stad is verdeeld in acht statistische stadsdelen die in feite de oude gemeentegrenzen weergeven (gegevens van 31 december 2005):
- Oude stad (4679 inwoners)
- Innstadt (aan de Inn) (6081 inwoners)
- Haidenhof Zuid (7431 inwoners)
- Haidenhof Noord (13.847 inwoners)
- Heining (11.121 inwoners)
- Hacklberg (6236 inwoners)
- Hals (1695 inwoners)
- Grubweg (8198 inwoners)

## Geboren in Passau
- Hans Fruhstorfer (1866), ontdekkingsreiziger
- Heidi Schüller (1950), atlete
- Helmut Kagerer (1961), jazzgitarist
- Michael Kapsner (1961), componist
- Wolfgang Zerer (1961), organist
- Michael Ammermüller (1986), autocoureur
- Johannes Kühn (1991), biatleet

## Partnersteden
Passau is een partnerstad van:
- Hackensack (Verenigde Staten), sinds 1952
- Dumfries (Verenigd Koninkrijk), sinds 1957
- Cagnes-sur-Mer (Frankrijk), sinds 1973
- Krems an der Donau (Oostenrijk), sinds 1974
- Akita (Japan), sinds 1984
- Málaga (Spanje), sinds 1987
- České Budějovice (Tsjechië), sinds 1993
- Liuzhou (China), sinds 1999
- Veszprém (Hongarije), sinds 1999
- Montecchio Maggiore (Italië), sinds 2003

De oude stad en de rivier de Inn, gefotografeerd vanaf Mariahilf. Achteraan de Veste Oberhaus.

Aichach-Friedberg · Altötting · Amberg · Amberg-Sulzbach · Ansbach (stad) · Landkreis Ansbach · Aschaffenburg (stad) · Landkreis Aschaffenburg · Augsburg (stad) · Landkreis Augsburg · Bad Kissingen · Bad Tölz-Wolfratshausen · Bamberg (stad) · Landkreis Bamberg · Bayreuth (stad) · Landkreis Bayreuth · Berchtesgadener Land · Cham · Coburg (stad) · Landkreis Coburg · Dachau · Deggendorf · Dillingen an der Donau · Dingolfing Landau · Donau-Ries · Ebersberg · Eichstätt · Erding · Erlangen · Erlangen-Höchstadt · Forchheim · Freising · Feyung-Grafenau · Fürstenfeldbruck · Fürth (stad) · Landkreis Fürth · Garmisch-Partenkirchen · Günzburg · Haßberge · Hof (stad) · Landkreis Hof · Ingolstadt · Kaufbeuren · Kelheim · Kempten im Allgäu · Kitzingen · Kronach · Kulmbach · Landsberg am Lech · Landshut (stad) · Landkreis Landshut · Lichtenfels · Lindau · Main-Spessart · Memmingen · Miesbach · Miltenberg · Mühldorf am Inn · München · Landkreis München · Neuburg-Schrobenhausen · Neumarkt in der Oberpfalz · Neurenberg · Neustadt an der Aisch-Bad Windsheim · Neustadt an der Waldnaab · Neu-Ulm · Nürnberger Land · Oberallgäu · Ostallgäu · Passau (stad) · Landkreis Passau · Pfaffenhofen an der Ilm · Regen · Regensburg (stad) · Landkreis Regensburg · Rhön-Grabfeld · Rosenheim (stad) · Landkreis Rosenheim · Roth · Rottal-Inn · Schwabach · Schwandorf · Schweinfurt (stad) · Landkreis Schweinfurt · Starnberg · Straubing · Straubing-Bogen · Tirschenreuth · Traunstein · Unterallgäu · Weiden in der Oberpfalz · Weilheim-Schongau · Weißenburg-Gunzenhausen · Wunsiedel im Fichtelgebirge · Würzburg (stad) · Landkreis Würzburg